# Coupe Mitropa 1936
Navigation
Édition précédente Édition suivante
La Coupe Mitropa 1936 est la dixième édition de la Coupe Mitropa. Elle est disputée par vingt clubs provenant de cinq pays européens.
La compétition est remportée par le FK Austria Vienne, qui bat en finale le Sparta Prague, quatre buts à trois.

## Compétition
Les matchs des tours préliminaires, des huitièmes, des quarts, des demies et la finale sont en format aller-retour. 

### Tour préliminaire
| Équipe 1          | Résultat | Équipe 2                | Aller | Retour |
| ----------------- | -------- | ----------------------- | ----- | ------ |
| SK Zidenice       | 6-2      | FC Lausanne-Sport       | 5-0   | 1-2    |
| FC Young Fellows  | 2-9      | Phöbus FC               | 0-3   | 2-6    |
| FC Berne          | 2-11     | AC Torino               | 1-4   | 1-7    |
| FK Austria Vienne | 4-2      | Grasshopper-Club Zurich | 3-1   | 1-1    |

### Huitièmes-de-finale
| Équipe 1         | Résultat | Équipe 2            | Aller | Retour |
| ---------------- | -------- | ------------------- | ----- | ------ |
| Hungária FC      | 1-7      | First Vienna FC     | 0-2   | 1-5    |
| SK Zidenice      | 3-11     | AS Ambrosiana Inter | 2-3   | 1-8    |
| AC Sparta Prague | 7-6      | Phöbus FC           | 5-2   | 2-4    |
| SK Rapid Vienne  | 4-6      | AS Rome             | 3-1   | 1-5    |
| SK Admira Vienne | 3-6      | SK Prostejov        | 0-4   | '3-2   |
| AC Torino        | 2-5      | Újpest FC           | 2-0   | 0-5    |
| AGC Bologne      | 2-5      | FK Austria Vienne   | 2-1   | 0-4    |
| Ferencvárosi TC  | 5-6      | SK Slavia Prague    | 5-2   | 0-4    |

### Quarts-de-finale
| Équipe 1          | Résultat | Équipe 2            | Aller | Retour |
| ----------------- | -------- | ------------------- | ----- | ------ |
| First Vienna FC   | 3-4      | AS Ambrosiana Inter | 2-0   | 1-4    |
| FK Austria Vienne | 3-1      | SK Slavia Prague    | 3-0   | 0-1    |
| Sparta Prague     | 4-1      | AS Rome             | 3-0   | 1-1    |
| SK Prostejov      | 0-3      | Újpest FC           | 0-1   | 0-2    |

### Demi-finales
| Équipe 1            | Résultat | Équipe 2          | Aller | Retour |
| ------------------- | -------- | ----------------- | ----- | ------ |
| AS Ambrosiana Inter | 5-8      | AC Sparta Prague  | 3-5   | 2-3    |
| Újpest FC           | 3-7      | FK Austria Vienne | 1-2   | 2-5    |

### Finale
La finale se déroule sur deux matchs : le 6 septembre 1936 et le 13 septembre 1936.
| Équipe 1       | Résultat | Équipe 2         | Aller | Retour |
| -------------- | -------- | ---------------- | ----- | ------ |
| Austria Vienne | 1-0      | AC Sparta Prague | 0-0   | 1-0    |